# 米卡埃尔·勒夫格伦
米卡埃尔·勒夫格伦（瑞典語：Mikael Löfgren，1969年9月2日—），瑞典男子冬季两项运动员。他曾代表瑞典参加1988年、1992年、1994年和1998年冬季奥林匹克运动会冬季两项比赛，共获得二枚铜牌。